# Venesmes
Venesmes település Franciaországban, Cher megyében. Lakosainak száma 788 fő (2022. január 1.). Venesmes Châteauneuf-sur-Cher, Corquoy, Crézançay-sur-Cher, Montlouis, Primelles, Saint-Baudel, Saint-Loup-des-Chaumes, Saint-Symphorien és Villecelin községekkel határos.

## Népesség
A település népessége az elmúlt években az alábbi módon változott:
| Lakosok száma | 618  | 669  | 714  | 852  | 856  | 847  | 821  | 817  | 809  | 788  |
|               | 1968 | 1982 | 1990 | 2006 | 2013 | 2015 | 2017 | 2019 | 2020 | 2022 |